# José Arpa Perea
José Arpa Perea (Carmona, 19 de febrero de 1858,-Sevilla, octubre de 1952) fue un pintor paisajista español que desarrolló gran parte de su obra en Norteamérica durante los treinta años centrales de su larga vida.

## Biografía
Hijo de un zapatero remendón de Carmona, con apenas diez años se trasladó a vivir a Sevilla donde alternaba su trabajo de pintor de brocha gorda con clases nocturnas en la Escuela de Bellas Artes de Santa Isabel de Hungría de Sevilla, donde inició estudios en 1876, bajo la influencia de Eduardo Cano. 
Viajó luego a Roma, donde subsistió entre 1883 y 1886, pasando bastantes necesidades, con una menguada beca de la Diputación sevillana y pintó lienzos de temática histórica como "La exposición del cadáver de Miguel de Mañara".
De regreso montó estudio en Sevilla. Pintor reconocido, se le encargó la decoración del Círculo Mecantil y el Casino Militar hispalenses. En 1895, desarrolló su vertiente de pintor orientalista en un viaje a Marruecos.
En 1896 se embarca rumbo a México donde vivió hasta 1910. La Revolución mexicana acabó desplazándole a San Antonio (Texas), en Estados Unidos, donde montó una academia de pintura y más tarde llegaría a decorar el nuevo edificio del Daily Express de Texas (1929). Durante los 32 años americanos hizo frecuentes viajes a España, con estancias largas en Sevilla y viajes por la cornisa cantábrica.
Siempre en contacto, a lo largo de su vida, con los paisajistas de la Escuela de Alcalá de Guadaíra hizo una exposición retrospectiva de sus paisajes en 1932. Dos años después fue nombrado hijo predilecto de Carmona. Murió en Sevilla en otoño de 1952.
En 1998 se organizó en Sevilla una exposición retrospectiva en su homenaje, reuniendo parte de su obra hispanoamericana.